# Guillaume Joli
Guillaume Joli (Lione, 27 marzo 1985) è un ex pallamanista francese.
Ha vinto una medaglia d'oro olimpica nella pallamano con la nazionale maschile francese, trionfando alle Olimpiadi 2012 a Londra.
Inoltre con la sua nazionale ha conquistato anche due campionati mondiali (2009 e 2015) e due campionati europei (2010 e 2014).